# Coenobia lineola
Coenobia lineola är en fjärilsart som beskrevs av Stephens 1830. Coenobia lineola ingår i släktet Coenobia och familjen nattflyn. Inga underarter finns listade i Catalogue of Life.